# 九条稙基
九条 稙基（くじょう たねもと）は、江戸時代中期の公卿。内大臣・九条幸教の子。官位は正二位・内大臣。九条家24代当主。号は後東光院。

## 経歴
享保10年（1725年）、九条幸教の子として誕生。「稙」の字は、かつて室町幕府10代将軍・足利義稙から偏諱を受けた16代当主・九条稙通からその1字を取ったものである。
享保17年（1732年）8歳で叙従三位。15歳で正二位に昇叙され、その後内大臣になったが、享保3年（1743年）19歳で薨去。
子がなかったため、九条家は出家していた叔父・九条尚実が還俗して継ぐことになった。

## 系譜
- 父：九条幸教
- 母：徳川三千君 - 尾張藩主・徳川吉通長女
- 婚約者：頼 - 徳川宗春四女、稙基没後近衛内前後室となり勝子と名乗る
- 猶子
  - 男子：法如 - 良如の十男・寂円の子